# بلیس کواسی
بلیس کواسی (انگلیسی: Blaise Kouassi؛ زادهٔ ۲ فوریهٔ ۱۹۷۵) یک بازیکن فوتبال سابق اهل ساحل عاج است که در پست مدافع بازی می‌کرد.
او سابقه حضور در باشگاه فوتبال گنگام و باشگاه فوتبال آنژه را در کارنامه دارد.
وی همچنین در تیم ملی فوتبال ساحل عاج بازی کرده‌است.